# ランセット・サイカイアトリー
ランセット・サイカイアトリー (英: The Lancet Psychiatry)は、エルゼビア が発行している査読付き学術雑誌のこと。
『The Lancet Neurology』（神経学）、『The Lancet Oncology』（腫瘍学）、『The Lancet Infectious Diseases』（感染症）に続くランセットの4誌目の関連雑誌として2014年に創刊され、精神医学について主に扱っている。

## Abstracting and indexing
ジャーナルは以下で要約され、索引付けされている。
- Science Citation Index
- Scopus
- Social Sciences Citation Index（英語版）
- Embase
- MEDLINE

ジャーナルサイテーションレポート による2022年のインパクトファクターは64.3で精神医学分野では155誌中2位にランクされている。